# Chulahoma: The Songs of Junior Kimbrough
Chulahoma: The Songs of Junior Kimbrough – drugi minialbum bluesrockowego duetu The Black Keys ze Stanów Zjednoczonych. Ostatnia płyta nagrana dla Fat Possum jest w całości poświęcona pamięci Juniora Kimbrough. Wszystkie nagrania albumu, oprócz ostatniego, niezatytułowanego, są przeróbkami kompozycji zmarłego w 1998 roku muzyka.
Duet od początku istnienia zamieszczał na płytach własne wersje piosenek Kimbrougha: na The Big Come Up "Do the Rump", na Thickfreakness "Everywhere I Go". Kompozycje bluesmana stanowią również stały punkt programu koncertów The Black Keys.
Inną płytą-hołdem ku czci Kimbrough jest składanka Sunday Nights: The Songs of Junior Kimbrough z roku 2005, na której znajdują się przeróbki m.in. w wykonaniu The Black Keys.

## Lista utworów
1. "Keep Your Hands Off Her" – 3:06
2. "Have Mercy on Me" – 4:42
3. "Work Me" – 4:15
4. "Meet Me in the City" – 3:38
5. "Nobody But You" – 5:21
6. "My Mind is Ramblin'" – 6:45
7. Bez tytułu – 0:32

## Twórcy
- Dan Auerbach – gitara, śpiew
- Patrick Carney – perkusja, produkcja